# Jeanne Villepreux-Power

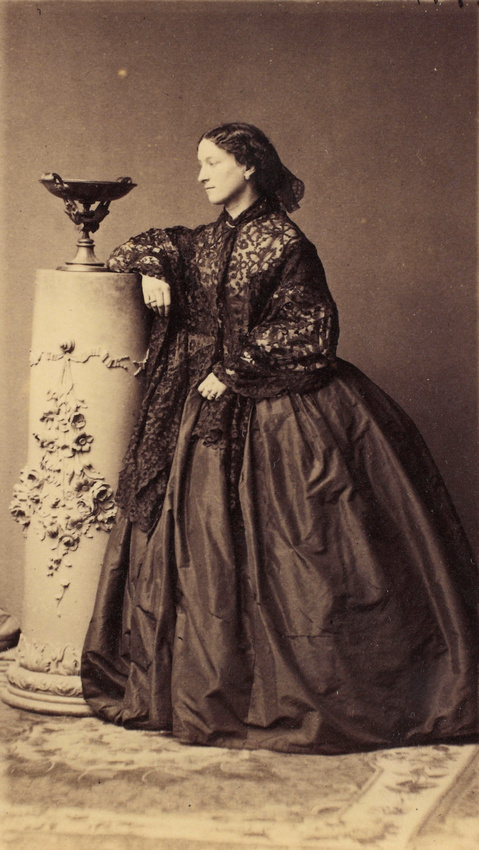
Jeanne Villepreux-Power

Jeanne Villepreux-Power (* 24. September 1794 in Juillac; † 25. Januar 1871 ebenda) war eine französische Meeresbiologin und Schneiderin. Sie gilt als die erste Person, die Aquarien zum Experimentieren mit Wasserorganismen eingesetzt hat.

## Biografie
Villepreux-Power wurde in Juillac als Kind eines Schuhmachers geboren. Mit 18 Jahren ging sie nach Paris, um dort Schneiderin zu werden. Früh wurden ihre Fähigkeiten bekannt und sie durfte zur Hochzeit von Charles Ferdinand d’Artois das Brautkleid von Prinzessin Maria Karolina von Neapel-Sizilien entwerfen. Im Jahre 1818 lernte sie den englischen Kaufmann James Power kennen und heiratete ihn. Das Paar zog anschließend nach Sizilien, wo sie ihre naturwissenschaftlichen Forschungen mit Beobachtungen und Experimente an Meerestieren begann. 1843 verließ das Ehepaar Sizilien. Dabei kam es zu einem Schiffsuntergang, bei dem viele ihrer Werke vernichtet wurden. Das Paar lebte anschließend abwechselnd in Paris und London. 1870 kehrte Villepreux-Power nach Juilliac zurück, wo sie im Folgejahr verstarb.

## Wissenschaftliche Arbeiten
Sie entwickelte mehrere Arten von Aquarien. Ihr Forschungsschwerpunkt lag auf der Erforschung von Mollusken. Beim großen Papierboot (Argonauta argo) fand sie heraus, dass diese Kraken ihre Schale selbst erzeugen.
Villepreux-Power war korrespondierendes Mitglied der Zoological Society of London und vieler weiterer wissenschaftlicher Gesellschaften.

## Auszeichnungen
Der sizilianische Meeresbiologe Anastasio Cocco benannte 1838 einen Tiefseefisch, den Leuchtfisch Vinciguerria poweriae, nach Power. 1997 wurde ihr zu Ehren ein Venuskrater „Villepreux-Power“ benannt.